# Папуацедрус
Папуаце́друс (лат. Papuacedrus) — род хвойных деревьев семейства Кипарисовые. Некоторыми систематиками включается в состав рода Либоцедрус (Libocedrus Endl.).
В естественных условиях растёт высоко в горах в экваториальных лесах Новой Гвинеи. Отдельные экземпляры этих деревьев местами растут на высоте до 3800 м. Папуацедрус — дерево с раскидистой кроной и красноватой чешуевидной корой. Смолистая древесина дерева устойчива против гниения.

## Виды
Род включает один вид с двумя подвидами, ранее рассматривавшимися как самостоятельные виды:
- Papuacedrus papuana (F.Muell.) H.L.Li — Папуацедрус папуасский
  - Papuacedrus papuana (F.Muell.) H.L.Li var. arfakensis (Gibbs) R.J.Johns — Папуацедрус арфакский
  - Papuacedrus papuana (F.Muell.) H.L.Li var. papuana